# Liste des gouverneurs des Fidji

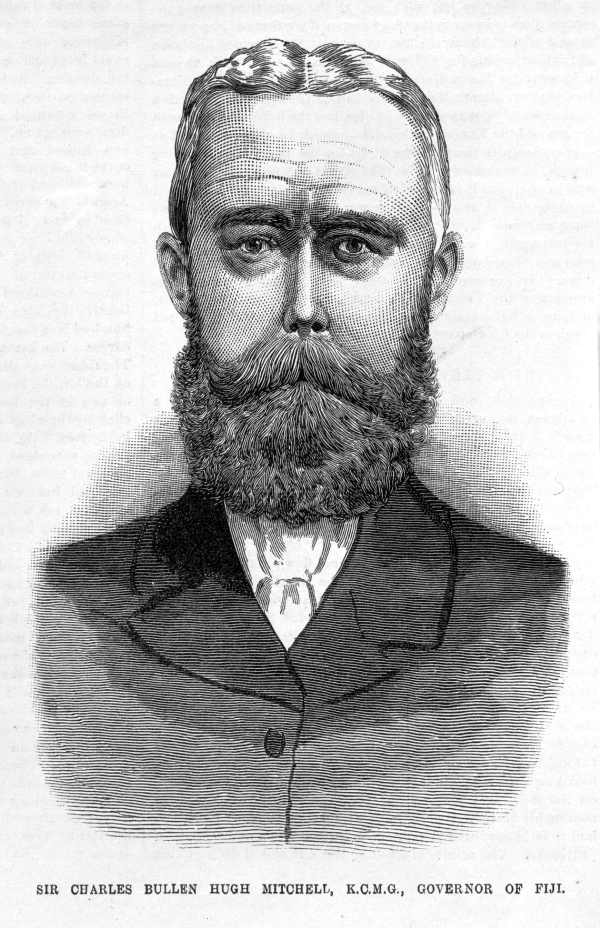
Charles Mitchell, gouverneur des Fidji de janvier 1887 à février 1888

Fidji était un territoire britannique d'outre-mer (Crown Colony) de 1874 à 1970, puis un royaume indépendant au sein du Commonwealth. Pendant cette période, le chef de l'État était officiellement le souverain britannique, et en pratique un gouverneur local exerçait le pouvoir. Après l'indépendance le 10 octobre 1970, celui-ci a été remplacé par un gouverneur général, jusqu'à proclamation de la République le 7 octobre 1987.

## Gouverneurs
De 1877 à 1952, le gouverneur des Fidji était également haut-commissaire pour le Pacifique occidental.
1. Hercules Robinson : 10 octobre 1874 - juin 1875
2. Arthur Hamilton-Gordon : juin 1875 - janvier 1880
3. William Des Vœux : janvier 1880 - 1886
4. Charles Mitchell : janvier 1887 - février 1888
5. John Bates Thurston : février 1888 - 7 février 1897
6. George Thomas Michael O'Brien : février 1897 - 1901
7. William Lamond Allardyce : 1901 - 10 septembre 1902
8. Henry Moore Jackson : 10 septembre 1902 - 11 octobre 1904
9. Everard im Thurn : 11 octobre 1904 - 21 février 1911
10. Francis Henry May : 21 février 1911 - 25 juillet 1912
11. Ernest Sweet-Escott : 25 juillet 1912 - 10 octobre 1918
12. Cecil Hunter-Rodwell : 10 octobre 1918 - 25 avril 1925
13. Eyre Hutson : 25 avril 1925 - 22 novembre 1929
14. Murchison Fletcher : 22 novembre 1929 - 28 novembre 1936
15. Arthur Frederick Richards : 28 novembre 1936 - août 1938
16. Harry Charles Luke : 16 septembre 1938 - 21 juillet 1942
17. Philip Euen Mitchell : 21 juillet 1942 - 1er janvier 1945
18. Alexander Grantham : 1er janvier 1945 - 1946
19. Leslie Freeston : 20 janvier 1948 -  6 octobre 1952
20. Ronald Garvey : 6 octobre 1952 - 28 octobre 1958
21. Kenneth Maddocks : 28 octobre 1958 -  6 janvier 1964
22. Francis Jakeway : 6 janvier 1964 - décembre 1968
23. Robert Sidney Foster : décembre 1968 - 10 octobre 1970